# Daan Brandenburg
Daan Brandenburg (ur. 14 listopada 1987 w Lelystad) – holenderski szachista, arcymistrz od 2011 roku.

## Kariera szachowa
W 2004 r. reprezentował Holandię na mistrzostwach świata juniorów, w 2005 r. – na mistrzostwach Europy juniorów (w obu przypadkach w kategorii do 18 lat), natomiast w latach 2006 i 2007 – na mistrzostwach świata juniorów do 20 lat. W 2006 r. zajął II m. (za Chielem van Oosteromem) w otwartym turnieju Harmonie Chess w Groningen. W 2007 r. zdobył tytuł wicemistrza Holandii juniorów do 20 lat, zajął II m. (za Dejanem Bozkowem) w turnieju Atlantis Meestertienkamp w Groningen, a podczas turnieju Dutch Open w Dieren wypełnił pierwszą normę na tytuł arcymistrza. W 2008 r. podzielił II m. (za Alim Bitalzadehem, wspólnie z m.in. Sandipanem Chandą) w Dieren. W 2010 r. podzielił I m. w Groningen (wspólnie z m.in. Sipke Ernstem, Markiem Bluvshteinem i Illą Nyżnykiem), natomiast w 2011 r. zwyciężył (wspólnie z Nilsem Grandeliusem) w Lund, w obu tych turniejach wypełniając arcymistrzowskie normy. W 2012 r. podzielił III m. (za Maksimem Turowem i Hansem Tikkanenem, wspólnie z Baskaranem Adhibanem) w turnieju Tata Steel-GMC w Wijk aan Zee.
Najwyższy ranking w dotychczasowej karierze osiągnął 1 lipca 2011 r., z wynikiem 2538 punktów zajmował wówczas 15. miejsce wśród holenderskich szachistów.